# Roger W. Barbour
Roger William Barbour (* 5. April 1919 in Morehead, Kentucky; † 26. August 1993 in Lexington, Kentucky)  war ein US-amerikanischer Wirbeltierzoologe, Herpetologe, Naturforscher und Naturfotograf. Sein Hauptinteresse galt den Amphibien und Reptilien von Kentucky.

## Leben
Barbour war der Sohn von John William und Laura Barbour, geborene Hall. Er stammt aus einer Farmerfamilie. Den größten Teil seiner Jugend verbrachte er in den nahegelegenen Hügeln und Wäldern seiner Heimatstadt Morehead im nordöstlichen Kentucky. Im Alter von 15 Jahren schrieb er sich in das Morehead State Teachers College (heute Morehead State University) ein, wo er 1938 den Bachelor of Science erwarb. Sein Mentor war der Zoologieprofessor Wilfred A. Welter (1906–1939), der ihn in das Studium der Ornithologie und Herpetologie einführte und nach dem er 1950 die Salamanderart Desmognathus welteri benannte. Im Dezember 1938 heiratete er Bernice Lewis. Aus dieser Ehe gingen eine Tochter und zwei Söhne hervor. 1939 graduierte er unter der Leitung von Arthur Augustus Allen in Ornithologie an der Cornell University zum Master of Science. Bald darauf begann er ein Doktoratsstudium bei Albert H. Wright (1879–1970) an der Cornell University, das jedoch durch den Zweiten Weltkrieg unterbrochen wurde.
Während Barbour auf seine Einberufung wartete, gab er College-Unterricht in Kentucky. Von 1945 bis 1946 diente er in der U.S. Army und kehrte dann nach Cornell zurück. Da in Wrights Labor kein Platz mehr frei war, wechselte Barbour zum Mammalogen William J. Hamilton, Jr., unter dessen Leitung er 1949 mit einer Dissertation über die Säugetiere, Amphibien und Reptilien am Big Black Mountain in der Kohleregion von Harlan County im südöstlichen Kentucky zum Ph.D. promoviert wurde.
Von 1949 bis 1950 war er Naturkundelehrer in Wheeling, West Virginia und anschließend ging er an die University of Kentucky in Lexington, wo er bis 1952 als Instructor, von 1952 bis 1956 als Assistenzprofessor, von 1956 bis 1968 als außerordentlicher Professor und von 1968 bis zu seinem Ruhestand im Jahr 1984 als ordentlicher Professor tätig war.
Barbour war vorwiegend Herpetologe und Mammaloge. Er schrieb jedoch auch über andere Wildtiere. Zu seinen nicht-herpetologischen Werken zählen Bücher über die Fledermäuse Nordamerikas, über die Sträucher und Bäume Kentuckys, die Wildblumen und Farne Kentuckys, die Säugetiere und Vögel Kentuckys sowie über die Grundbarsche (Darter) Nordamerikas. Zwischen 1940 und 1994 veröffentlichte er über 90 Fachartikel, darunter waren 35 Aufsätze über Amphibien und Reptilien. In seinen Artikeln befasste sich Barbour mit der Systematik, der Verbreitung, der Lebensweise, dem Nahrungsverhalten und der Ökologie der Reptilien und Amphibien Kentuckys. Er veröffentlichte zwölf Bücher, dazu zählen im herpetologischen Bereich die fünf Werke Amphibians and Reptiles of Kentucky (1971), Turtles of the United States (1972, mit Carl H. Ernst), Snakes of Eastern North America (1989, mit Carl H. Ernst), Turtles of the World (1989, mit Carl H. Ernst) sowie Turtles of the United States and Canada (1994, mit Carl H. Ernst und Jeffrey E. Lovich). Ferner war Barbour ein hervorragender Naturfotograf und seine Farb- und Schwarzweiß-Fotos von Wildtieren und Pflanzen finden sich in seinem gesamten Werk.

## Dedikationsnamen
1989 ehrten Fred Kraus und James W. Petranka Barbour im Artepitheton der Salamanderart Ambystoma barbouri, die im mittleren Westen der Vereinigten Staaten vorkommt.

## Schriften
- mit Wayne H. Davis: Bats of America, University Press of Kentucky, Lexington, KY, 1969.
- Amphibians and Reptiles of Kentucky, University Press of Kentucky, Lexington, KY, 1971.
- mit Mary E. Wharton: A Guide to the Wildflowers and Ferns of Kentucky, University Press of Kentucky, Lexington, KY, 1971.
- mit Carl H. Ernst: Turtles of the United States, University Press of Kentucky, Lexington, KY, 1972.
- mit Clell T. Peterson, Delbert Rust, Herbert E. Shadowen, A. L. Whitt, Jr.: Kentucky Birds: A Finding Guide, University Press of Kentucky, Lexington, KY, 1973.
- mit Mary E. Wharton: Trees and Shrubs of Kentucky, University Press of Kentucky, Lexington, KY, 1973.
- mit Wayne H. Davis: Mammals of Kentucky, University Press of Kentucky, Lexington, KY, 1974.
- mit Robert A. Kuehne: The American Darters, University Press of Kentucky, Lexington, KY, 1983.
- mit Carl H. Ernst: Turtles of the World, Smithsonian Institution Press, Washington, D.C., 1989.
- mit Carl H. Ernst: Snakes of Eastern North America, George Mason University Press, Fairfax, VA, 1989.
- mit Mary E. Wharton: Bluegrass Land and Life: Land Character, Plants, and Animals of the Inner Bluegrass Region of Kentucky, Past, Present, and Future, University Press of Kentucky, Lexington, KY, 1991.
- mit Carl H. Ernst und Jeffrey E. Lovich: Turtles of the United States and Canada, Smithsonian Institution Press, Washington, D.C., 1994.